# David Pink
David Anthony Pink (* 31. Dezember 1939 in Southend-on-Sea) ist ein ehemaliger britischer Bogenschütze.
Pink nahm an den Olympischen Spielen 1976 in Montréal teil und belegte den 21. Platz.